# 第比利斯的阿波
第比利斯的阿波（Abo of Tiflis；756年—786年1月6日），基督教的殉教徒和格魯吉亞首都第比利斯的主保聖人。

## 生平
阿波是伊拉克阿拉伯人穆斯林，在巴格達長大。在18歲時他來到第比利斯跟隨格魯吉亞王子Nerses，這位王子是卡爾提的統治者，被指誹謗前哈里發被囚禁三年。直到新哈里發即位才把他釋放，其間阿波追隨著他。
阿波在伊拉克的職業是調香師，工作是製作出色的精細香水和軟膏。在他到達格魯吉亞東部卡爾提時開始相信基督教，但這並沒有馬上發生，他只放棄了穆斯林每一天祈禱五次的習慣，改為採基督徒式的禱告，出於政治原因，他的王子不得不到可薩汗國尋求庇謢，那里信仰自由不受穆斯林控制，阿波陪伴著他並在那里受洗。
王子Nerses與阿波一行在782年返回第比利斯，並在第比利斯街頭公開承認自己的基督教信仰。在786年他被駐格魯吉亞的阿拉伯官員逮捕，法官試圖說服阿波回到他祖先的信仰，他承認了自己的信仰，在審判後被監禁，在786年1月6日去世。